# Argiope amoena
Argiope amoena es una especie de araña araneomorfa género Argiope, familia Araneidae. Fue descrita científicamente por L. Koch en 1878.
Habita en China, Corea, Taiwán y Japón. Introducido a Hawái.